# 久米島機場
久米島機場（日语：／ Kumejima kūkō */?）是沖繩縣島尻郡久米島町（久米島）的機場。根據日本空港整備法被分成第三種機場。一年使用機場旅客人數、日本國内252,101人（2007年度）。

## 歷史
- 1963年：琉球列島美國民政府建設久米島機場。
- 1965年：改為民用機場。
- 1968年：使用YS-11型機航行。
- 1972年：修復長1,200公尺的機場跑道。
- 1977年：開始使用長1,200公尺的機場跑道。
- 1997年：延長機場跑道至2,000公尺，可以提供波音737的升降。

## 航空管制
| 種類   | 頻率        |
| REMOTO | 122.700 MHz |

航空管制、是由日本國土交通省大阪航空局那覇空港事務所担當

## 航空塔臺
| 局名   | 種類  | 識別信號 | 頻率       | 運用時間           |
| ------ | ----- | -------- | ---------- | ------------------ |
| 久米島 | VOR   | KXC      | 110.650MHz | 24小時             |
| 久米島 | TACAN | -        | 1201.00MHz | 24小時             |
| 久米島 | NDB   | KX       | 295.00KHz  | 8點00分 - 18點00分 |

維護事務、是由日本國土交通省大阪航空局那覇空港事務所那覇系統統制官担當

## 航空公司與航點
| 航空公司                        | 目的地                 |
| ------------------------------- | ---------------------- |
| 日本越洋航空（NU）              | 沖繩 季節性：東京/羽田 |
| 日本越洋航空 由琉球空中通勤營運 | 沖繩                   |

## 外部連結
- 久米島機場介紹 （页面存档备份，存于）（日語）
- JAL機場訊息-久米島空港 （页面存档备份，存于）（日語）